# 리처드 스톤
리처드 스톤 경(영어: Sir John Richard Nicholas Stone, 1913년 8월 30일 ~ 1991년 12월 6일)은 영국의 경제학자이다. 케임브리지 대학교에서 리처드 칸, 존 메이너드 케인스 등에게 경제학을 배웠다. 그가 1954년 발표한 저서 《영국에서의 소비지출과 행태의 측정》은 응용경제학의 고전으로 남아 있다.
1980년 은퇴하여 케임브리지 대학교 명예교수가 되었으며, 1984년 국민계정체계의 개발에 기여한 공로로 노벨 경제학상을 수상했다.

## 학력
- 1931년~1935년: 케임브리지 대학교 (학사)

## 서훈
- 1978년 Knight Bachelor(기사작위)